# Föreningen för kvinnans politiska rösträtt i Neder-Kalix
Föreningen för kvinnans politiska rösträtt i Neder-Kalix, även kallad Neder-Kalixföreningen för kvinnans politiska rösträtt, var Neder-Kalix lokalförening inom Landsföreningen för kvinnans politiska rösträtt (LKPR). Föreningen bildades 1907 och var verksam lokalt i Neder-Kalix för införandet av kvinnors rösträtt i Sverige.
Bland aktiviteterna fanns föredrag, samkväm, insamling av medel och förhandlingar om samarbete med andra organisationer. 

## Ordförande
- Ester Taube, 1907–1912
- Lotten Ringius, 1912–1913
- Dindi Svanberg, 1913–1921